# Kostel svatého Václava (Nezamyslice)

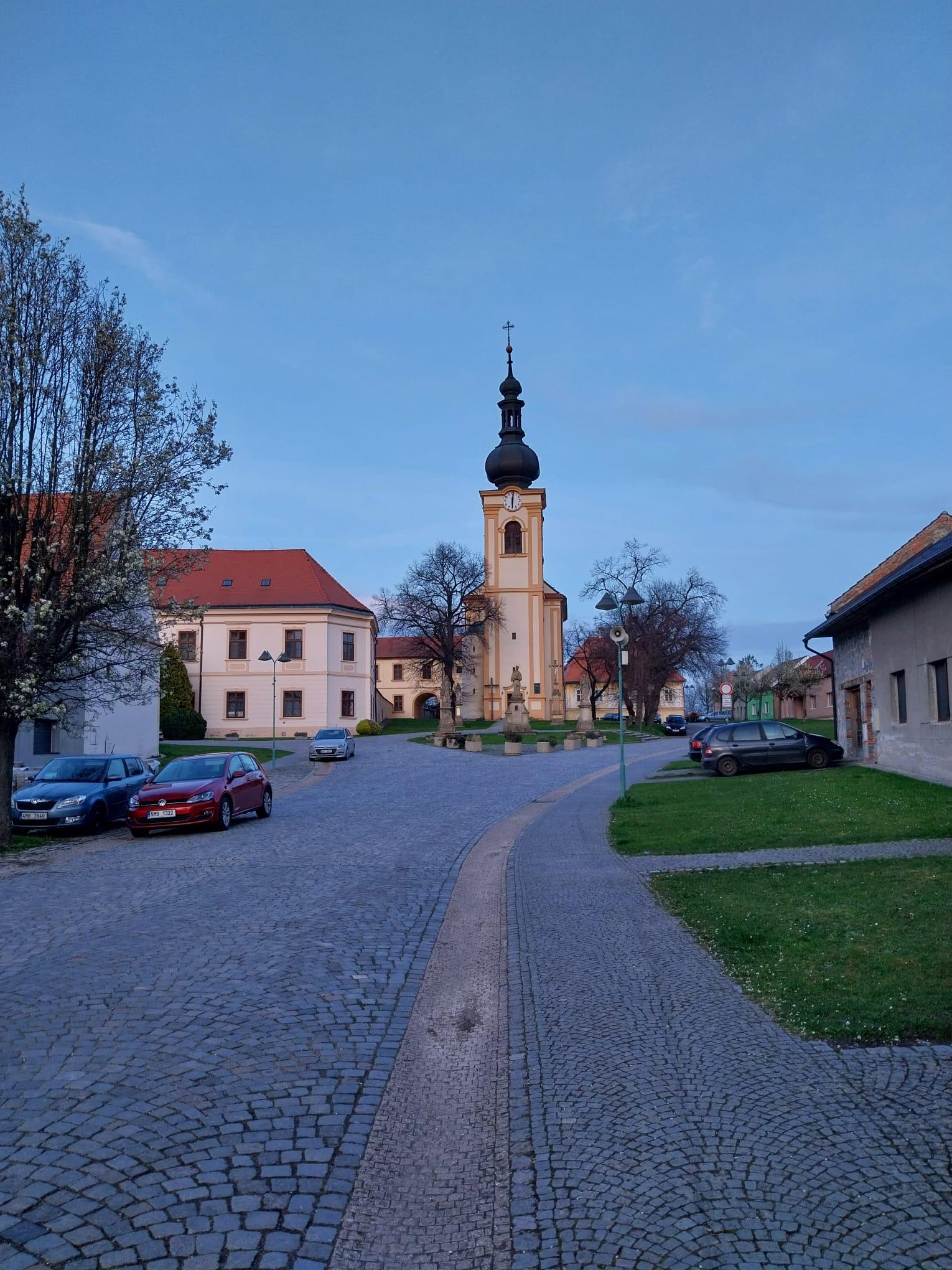
Kostel sv. Václava v Nezamyslicích

Farní kostel svatého Václava je barokní sakrální stavba, stojící v Nezamyslicích v jižní části okresu Prostějov v Olomouckém kraji. Nachází se v děkanátu Prostějov v olomoucké arcidiecézi. V roce 1973 byl kostel zapsán do státního seznamu kulturních památek.

## Poloha kostela
Kostel se nachází v centru obce na Náměstí děkana Františka Kvapila. Vedle kostela je zámek (také označován jako klášter, protože v historii sloužil oběma účelům) z roku 1764. Za budovou kostela se nachází fara z konce 18. století. Okolo kostela je také rozeseta spousta drobných památek, jako například sousoší piety za sakristií.

## Interiér kostela
Významným prvkem interiéru je obraz nad hlavním oltářem. Toto dílo vyobrazuje zavraždění sv. Václava. Pravděpodobně ho namaloval barokní malíř Jan Raab.
Nad svatostánkem se nachází podstatně menší obraz panny Marie s Ježíškem, kopie obrazu v Pasově. Tento obraz pravděpodobně namaloval Lukas Granach.

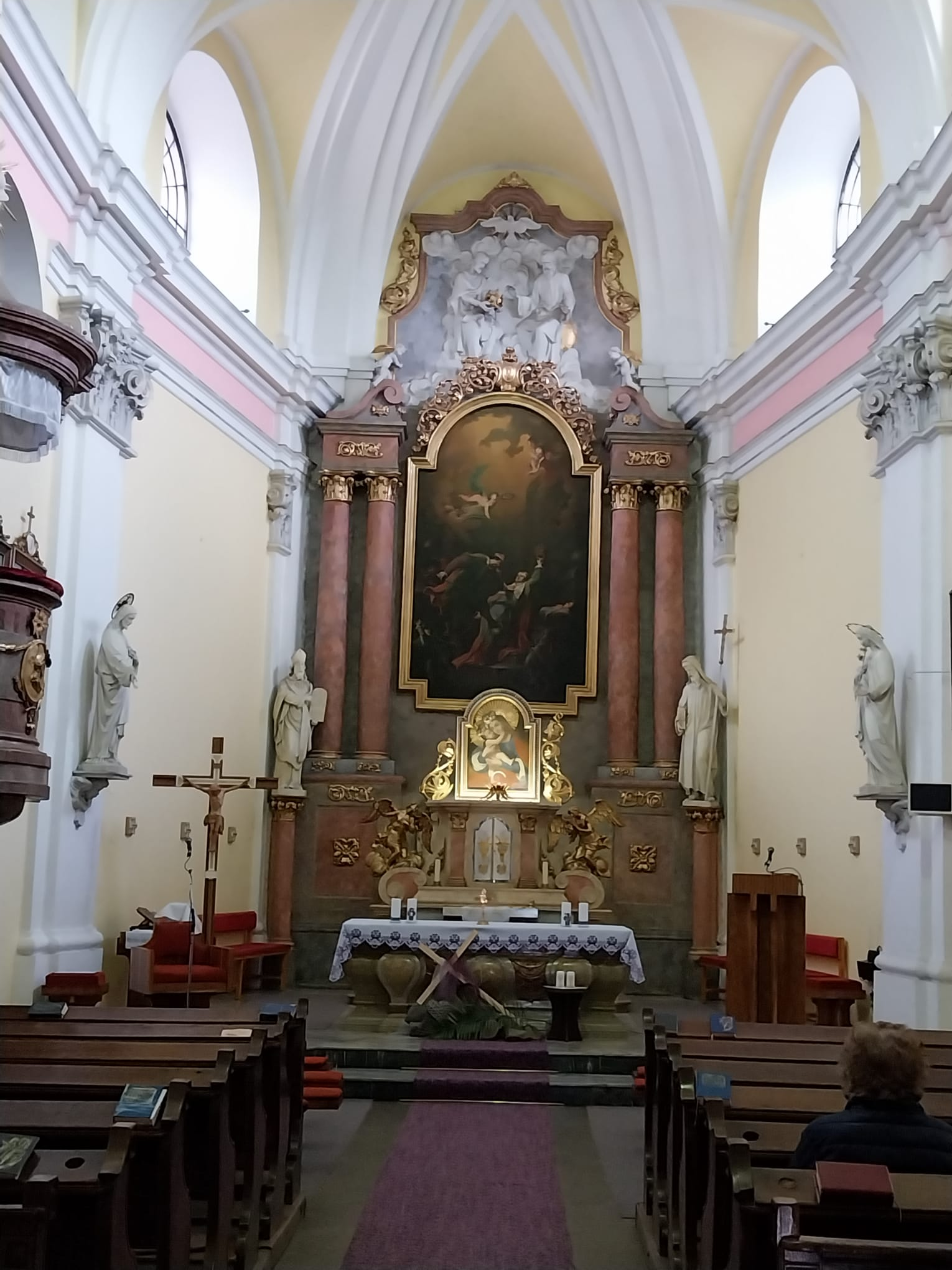
Interiér kostela sv. Václava v Nezamyslicích

Interiér kostela ve své historii prošel ve své historii mnoha stavebními úpravami.

## Historie

### Historie před stavbou současného kostela
První písemná zmínka o kostele pochází z roku 1353, kdy bratři Bušek a Heres prodali kostelní právo.
Když si Nezamyslice koupili augustiniáni, probošt kláštera dostal možnost dosazovat na faru řádového kněze z kláštera. Roku 1403 vznikl spor mezi klášterem a knězem Michkem z Čelákovice, kdy se Michek a několik ozbrojených mužů vloupali do kostela a ukradli kalichy a jiné cenné věci a 40 kop hotových peněz. Tento spor rozsoudila až papežská kurie v roce 1411 ve prospěch kláštera, Michek musel vrátit faru a uhradit škody. Všichni další kněží až do zrušení kláštera byli řádoví.
V letech 1641–1670 byla farnost Nezamyslice spolu s farnostmi Tištín a Pavlovice (jiné zdroje uvádí farnost Vrchoslavice) spravována z fary z Tištína, protože byl nedostatek kněží. 5. února 1662 shořela část Nezamyslic včetně kostela a fary. Fara pravděpodobně utrpěla víc než kostel.

### Výstavba současného kostela
Původní kostelík byl zbořen v roce 1697, protože byl malý a nestačil již potřebám Nezamyslic. Z původního kostela byla zachována pouze věž a části zdí. Nový kostel byl zhruba o 15 m delší. Autorem projektu nového kostela byl pravděpodobně Giovany Pietro Tencalla. Kostel byl dostavěn v roce 1701 a 2. října byl slavnostně posvěcen za účasti biskupa Ferdinanda ze Schroffenheimu a do oltáře byly uloženy ostatky sv. Floriána a sv. Magna. Při této slavnostní události přijalo téměř 1800 lidí svátost biřmování.
Historie od výstavby současného kostela do 20. století
Do roku 1810 se okolo kostela nacházel hřbitov, který nesloužil pouze pro potřeby Nezamyslic, ale i pro Těšice, Víceměřice a Dřevnovice. Nový hřbitov byl zbudován „na Nivkách“, kde se nachází dosud.
V roce 1874, za pana faráře Otáhala, byla přistavěna sakristie za kostelem.
V roce 1875 byl v kostele vystavěn kůr.

### 20. století
V roce 1906 byla zvýšena věž kostela asi o 2 m. Nejdřív byl odstraněn jednoduchý vrch věže a byl nahrazen ozdobnou bání. Věžní hodiny se přemístily z prostoru pod oknem zvonice nad okno zvonice.
V roce 1921 vznikla církev československá husitská. Z farnosti Nezamyslice o přestoupilo k této církvi 129 občanů, z toho 115 z Víceměřic.
Od roku 1925 se 28. října slaví svatováclavské slavnosti.
V tomtéž roce byla do kostela a na faru zavedena elektrický proud. Osvětlení v kostele tehdy vyšlo na 6787 Kč, motor k varhanám na 2967 Kč, a rozvody na faře na 2024 Kč.
V roce 1939 prošel interiér kostela díky děkanu Františku Kvapilovi opravami, při kterých byl opraven hlavní oltář, zazděno okno nad hlavním oltářem a nahrazeno reliéfem nejsvětější trojice.
V roce 1945 byla věž kostela poškozena granáty a v tomtéž roce byla opravena.
V roce 1977 byla v kostele vystavěna zpovědnice pod kůrem.
23. května 1979 byl na zasedání národního výboru schválen zákaz pohřbů v kostela, protože byla v Nezamyslicích na hřbitově vystavěna smuteční síň.
V roce 1979 byla provedena také jedna z největších proměn interiéru kvůli 2. vatikánskému koncilu. Tehdy byl původní oltář přesunut a stal se z něj obětní stůl. V presbytáři byla srovnaná podlaha.

## Děkan František Kvapil

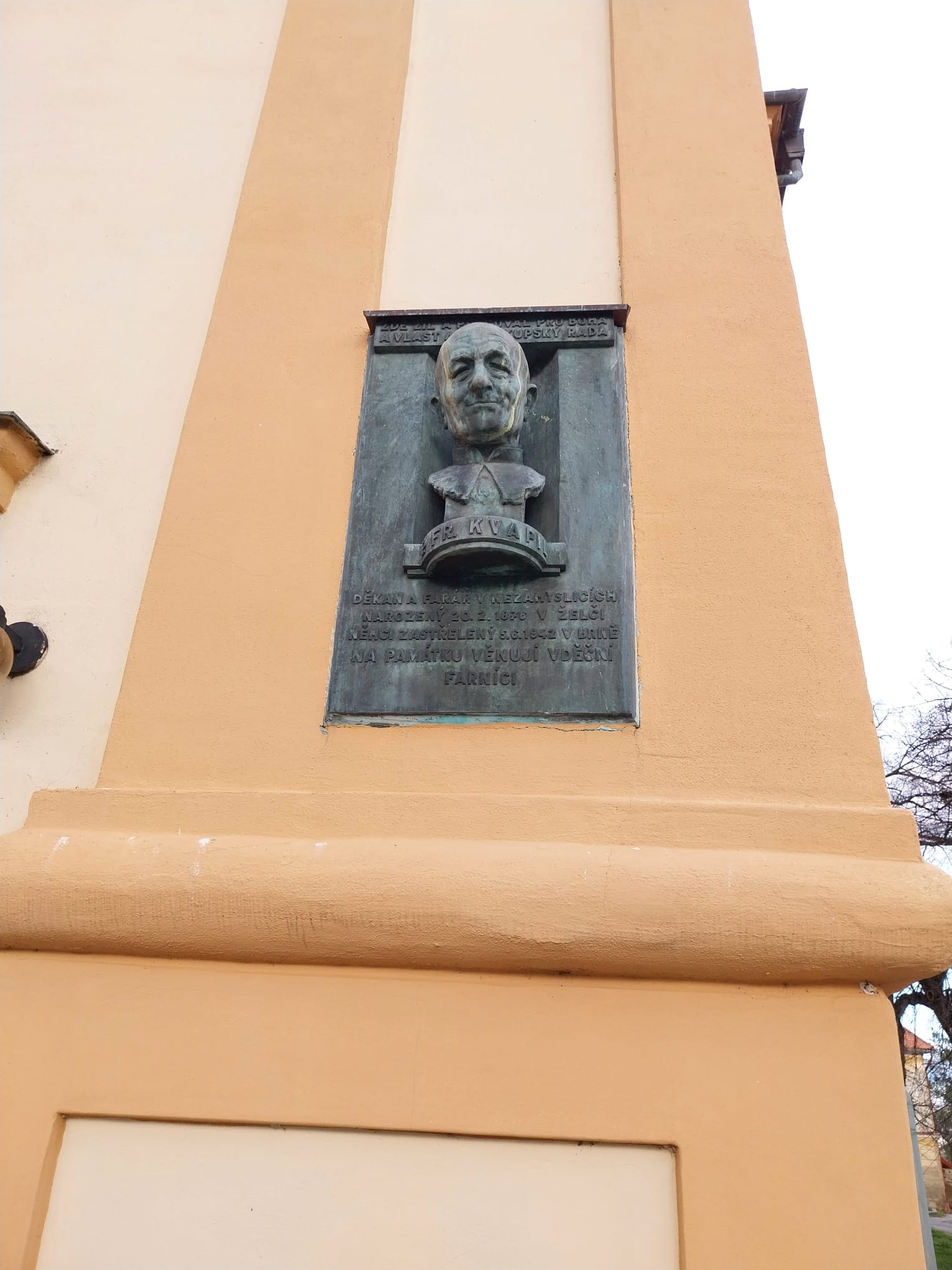
Busta děkana Františka Kvapila před kostelem v Nezamyslicích

Narodil se 20. února 1876 v Želči. Po středoškolském studiu na Arcibiskupském gymnáziu v Kroměříži studoval na teologii na bohoslovecké fakultě v Olomouci. 5. července byl vysvěcen na kněze. Po vysvěcení sloužil jako kaplan 4 roky ve Vranové Lhotě a 11 let v Uherském Ostrohu. V roce 1909 nechal postavit kostel sv. Anny a faru v Moravském Písku. V roce 1932 se stal farářem v Nezamyslicích. Zde se zasloužil o opravu kostela a v okolních vesnicích nechal opravit kaple. Od roku 1941 byl také děkanem švábenického děkanátu. Zasloužil se také o výstavbu chrámu v Želči. Byl věrným knězem a vlastencem. Právě jeho vlastenectví se mu stalo osudným, když byl 5. června 1942 popraven nacisty.
Význam jeho osobnosti potvrzuje i to, že se po něm dodnes jmenuje náměstí v Nezamyslicích a také to, že u dveří kostela v Nezamyslicích je jeho busta.

## Zvony
V nezamyslickém kostele se do roku 1915 nacházely 2, později 3 zvony. Po roce 1915 zůstal jediný zvon Maria z roku 1684. V roce 1925 byly pořízeny dva zvony: Václav a sv. Josef. Tyto dva zvony byly v roce 1942 odevzdány v Kojetíně. Zvony byly opět doplněny až roku 1986, a to o zvony: sv. Václav a sv. Cyril a Metoděj.

## Varhany
Původní varhany z roku 1897 byly v roce 1979 nahrazeny varhany z Arcibiskupského gymnázia v Kroměříži. Současné varhany pochází z roku 2007.

## Betlém
Původní betlém z roku 1936 byl nahrazen novým, protože původní betlém byl v životní velikosti a děsil děti. O betlému se dokonce negativně vyjádřil i biskup Josef Vrana při své návštěvě 6. ledna 1977.